# Filippos Karvelas
Filippos Karvelas (4 de septiembre de 1885 - 15 de febrero de 1971) fue un gimnasta griego. Compitió en los Juegos Olímpicos de Atenas de 1896.
Karvelas compitió en el evento de Barras paralelas por equipos e individual, del programa de gimnasia. En la prueba individual, no fue medallista, y su posición en la tabla general se desconoce. En el evento por equipos, fue miembro del equipo Ethnikos Gymnastikos Syllogos, que quedara tercero (de tres equipos participantes) en la competencia de Barras paralelas del programa de gimnasia, ganando la medalla de bronce. 